# Fredrik Rosencrantz
Fredrik Rosencrantz (né le 26 octobre 1879, décédé le 15 avril 1957) est un cavalier et officier de l'armée suédoise.
Il a remporté avec son cheval Drabant une médaille d'or en saut d'obstacles par équipe aux jeux olympiques d'été de 1912 à Stockholm, bien que son score, le 4e de l'équipe ne soit pas comptabilisé pour le classement final,.